# Valerio Trujano
Coronel Valerio Trujano (Tepecoacuilco, Guerrero, 19 de mayo de 1767 — La Virgen, Tlacotepec, Puebla, 7 de octubre de 1812).  
Previo a la guerra, fue un arriero mexicano que se unió posteriormente a las tropas insurgentes de la Guerra de Independencia de México en 1811, tomando parte en la segunda etapa de la guerra comandado por el cura José María Morelos. Héroe en el sitio de Huajuapan, Oaxaca. 

## Trayectoria
Valerio Trujano, en uno de sus viajes conoció a José María Morelos, cura de Carácuaro. Después de estallar el movimiento independentista, en septiembre de 1810, Trujano se unió a Morelos en octubre de ese año, y lo acompañó hasta Acapulco. 
Tras la fallida acción militar de El Veladero, Morelos le encomendó a Trujano ocupar varias poblaciones de la Mixteca. En diciembre de 1811, las tropas de Trujano tomaron la ciudad de Tehuacán, Puebla, pero debieron retirarse del lugar al no contar con recursos para sostener dicha plaza. Posteriormente, Trujano marchó personalmente a Huajuapan, Oaxaca, donde resistió el sitio de 111 días, el más largo durante la Independencia, con menos de 500 hombres.
Después del triunfo en Cuautla, Morelos acudió a auxiliarlo. También lo comisionó para que levantara más gente en La Mixteca, siendo esta zona un paso estratégico para tomar la capital del estado. Logró derrotar a las tropas realistas al organizar el batallón de San Lorenzo. En el rancho de la Virgen, paraje ubicado entre Tehuacán y Tlacotepec, del estado de Puebla, enfrentó con solo cien hombres a una fuerza de cuatrocientos realistas comandadas por el teniente coronel Saturnino Samaniego. Durante la retirada su propio hijo, Gil, cayó preso. Valerio Trujano regresó para intentar salvarlo, pero murió el 7 de octubre de 1812. Por instrucciones de José María Morelos, ambos fueron sepultados con honores en Tehuacán, Puebla.
En su memoria, la población de Tepecoacuilco en Guerrero lleva su apellido y el municipio de Ánimas, en el Estado de Oaxaca, fue bautizada en su honor como Ánimas Trujano.